# Ени махала (Долноджумайско)
Ени махала е бивше село в Република Гърция, Егейска Македония, дем Долна Джумая (Ираклия).

## География
Селото е било разположено близо до язовирната стена на днешното Бутковско езеро.

## История
През XIX век и началото на XX век Ени малаха е малко чисто българско чифликчийско селище, числящо се към Сярската каза на Османската империя. В „Етнография на вилаетите Адрианопол, Монастир и Салоника“, издадена в Константинопол в 1878 година и отразяваща статистиката на населението от 1873 г., Ени махала (Eni-mahala) е посочено като селище в Сярска каза с 15 домакинства, като жителите му са 50 българи.
В 1891 година Георги Стрезов пише за селото:
| „ | Ени махала, чифлик на серянина Бади на ЮЗ от Джумая 2 1/2 часа; малко селце от 7 къщи българе. | “ |

Според статистиката на Васил Кънчов („Македония. Етнография и статистика“) от 1900 година Ени махала брои 55 жители българи християни.
В първото десетилетие на XX век населението на селото е в лоното на Цариградската патриаршия. По данни на секретаря на Българската екзархия Димитър Мишев („La Macédoine et sa Population Chrétienne“) в 1905 година населението на селото (Yeni-mahala) се състои от 200 българи патриаршисти гъркомани.